# 柳博米里夫卡 (新烏希齊亞區)
48°44′30″N 27°23′15″E / 48.74167°N 27.38750°E
柳博米里夫卡（烏克蘭語：Любомирівка），是烏克蘭西部的村莊，隸屬赫梅利尼茨基州的卡緬涅茨-波多利斯基區。該村始建於1761年，面積1.44平方公里，海拔高度259米，2001年人口320，人口密度每平方公里222.5人。